# Pheidole dyctiota
Pheidole dyctiota är en myrart som beskrevs av Kempf 1972. Pheidole dyctiota ingår i släktet Pheidole och familjen myror. Inga underarter finns listade i Catalogue of Life.